# 小行星6078
小行星6078（英語：6078 Burt）是一颗围绕太阳公转的小行星。1980年10月10日，卡罗琳·舒梅克在帕洛马山发现了此天体。
这颗小行星的绝对星等为138.07947等。